# Echinopsis rojasii
Echinopsis rojasii är en kaktusväxtart som beskrevs av Martín Cárdenas Hermosa. Echinopsis rojasii ingår i släktet Echinopsis och familjen kaktusväxter. Inga underarter finns listade i Catalogue of Life.

## Bildgalleri

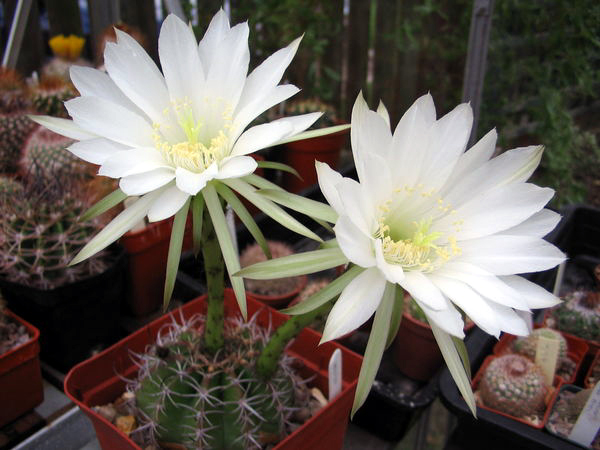
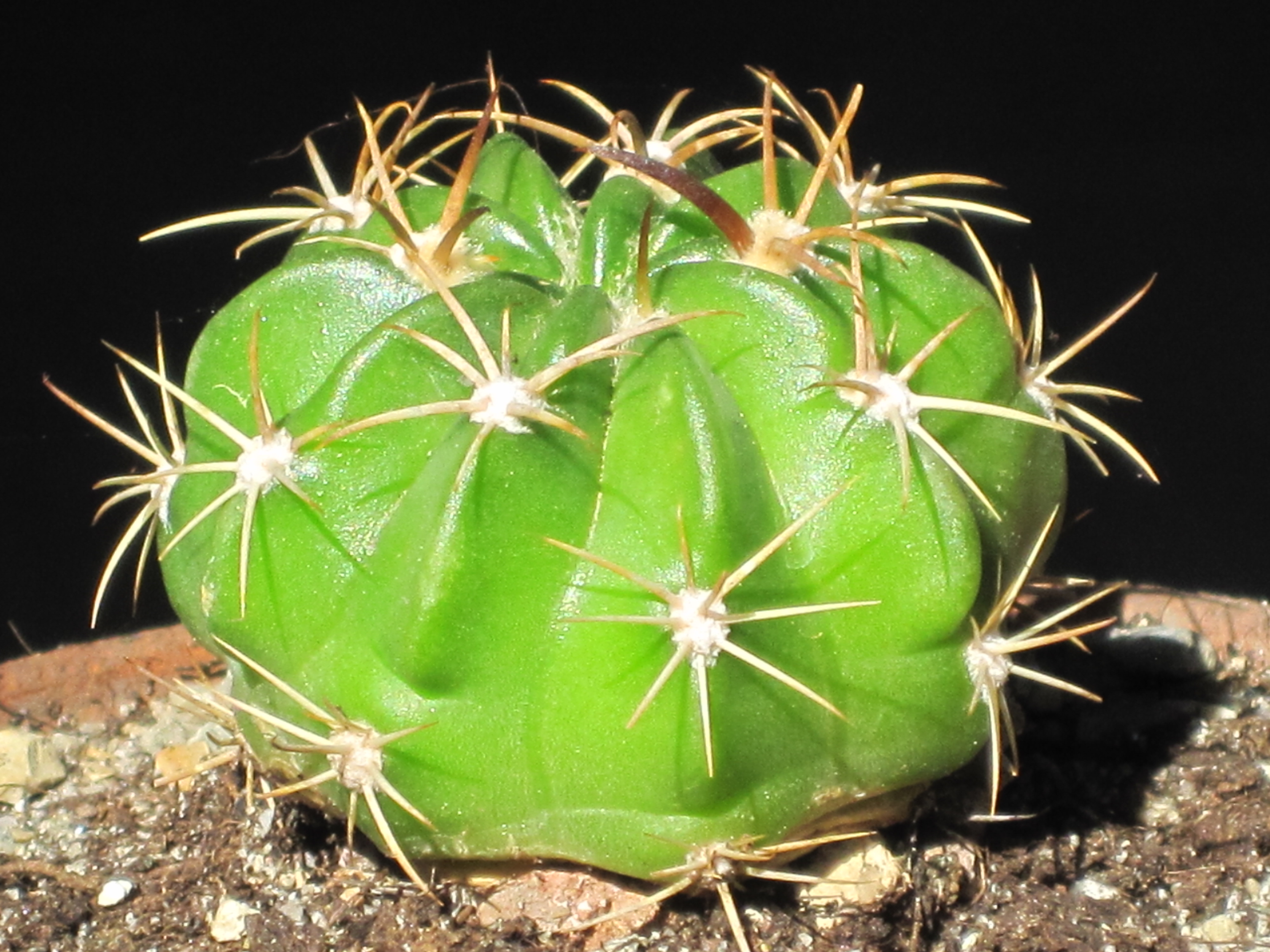
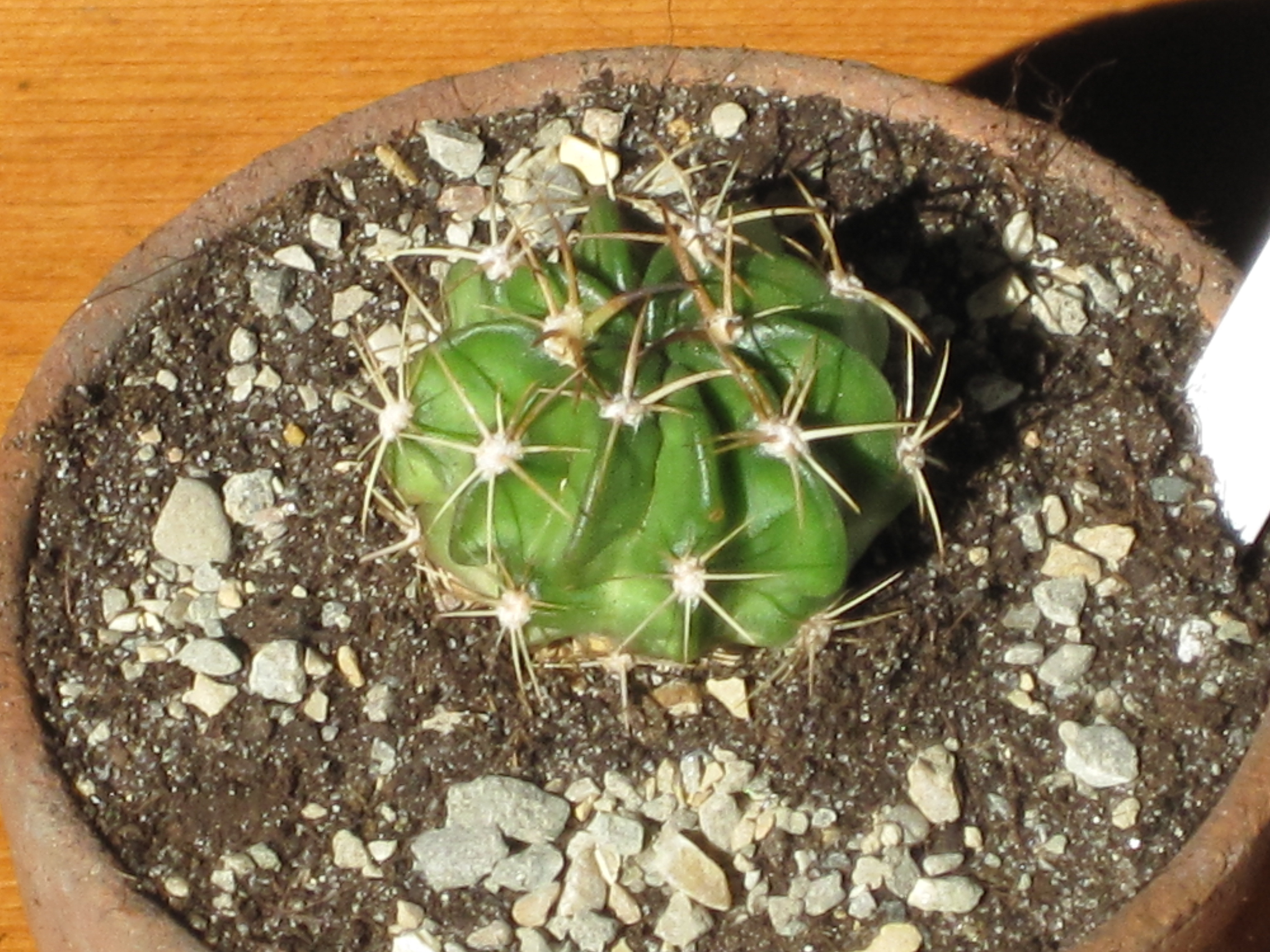
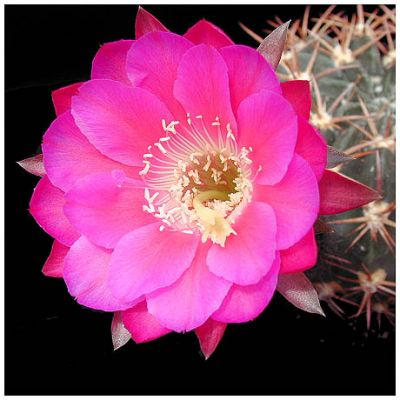
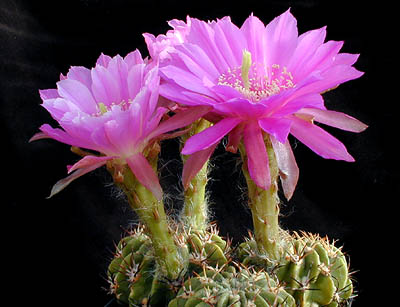
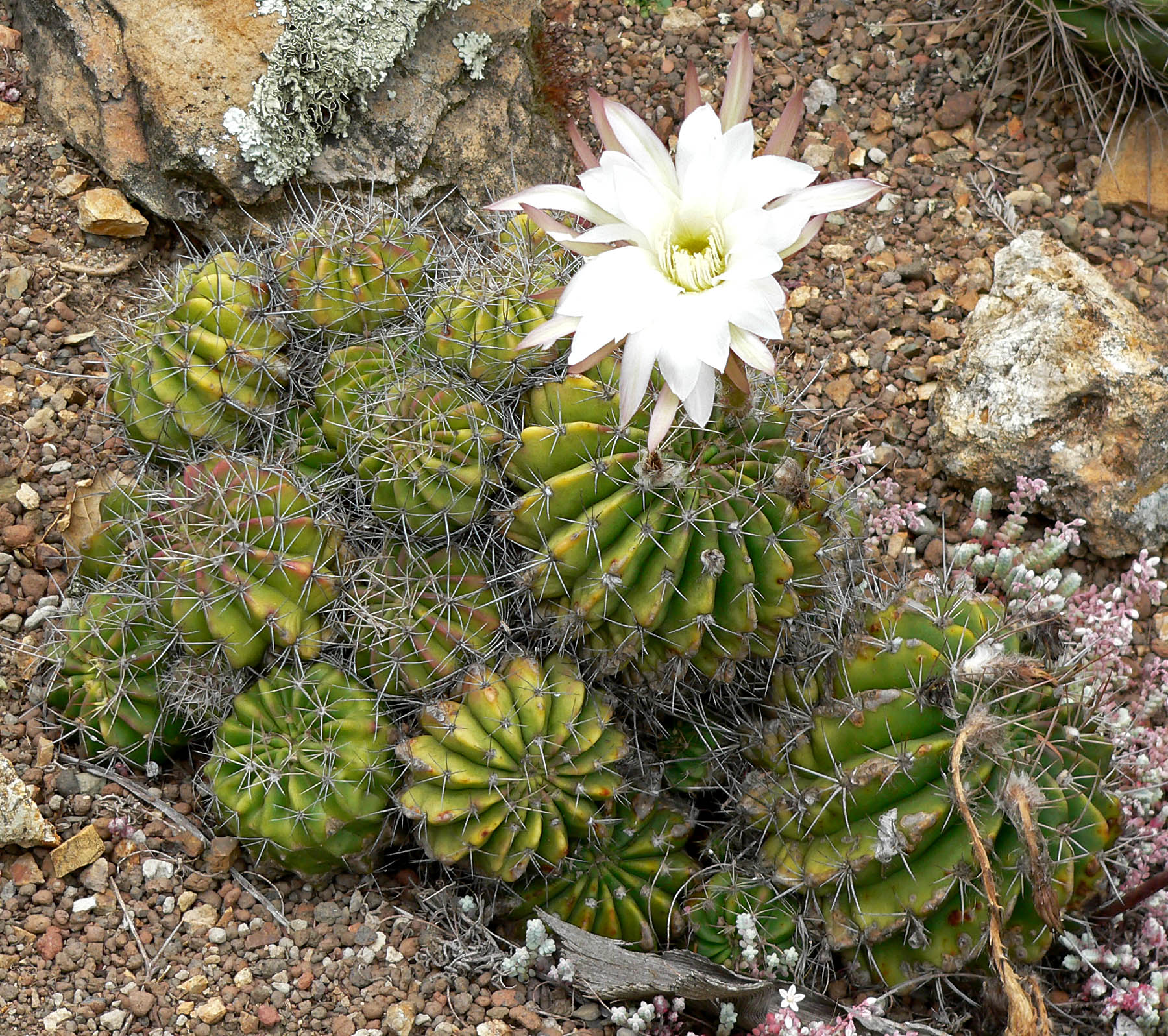
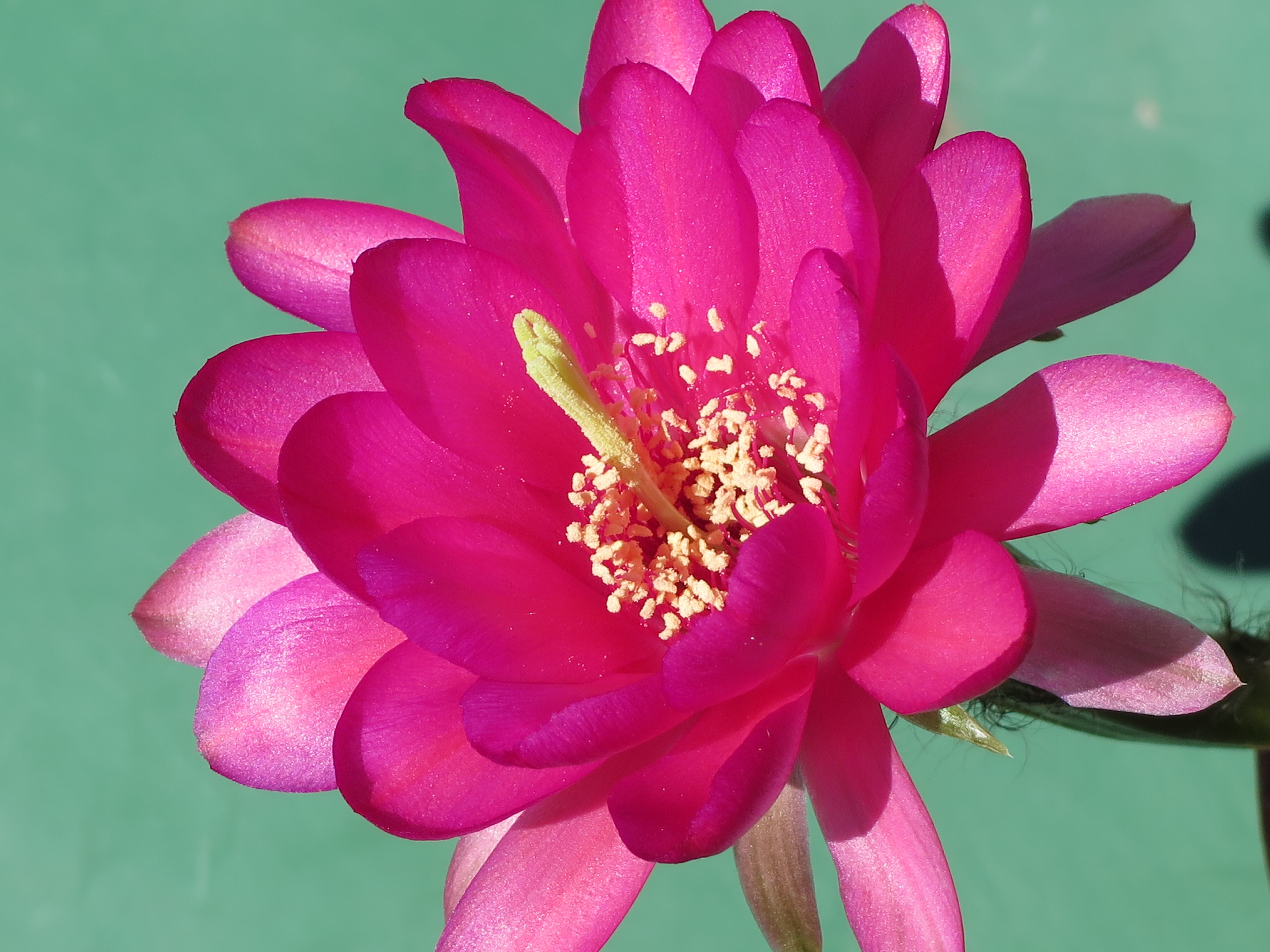